# Salvation (singel Roxette)
Salvation – singel szwedzkiego duetu Roxette. Został wydany w listopadzie 1999 r. jako czwarty promujący album Have a Nice Day. Duet nagrał także hiszpańskojęzyczną wersję utworu pt. "Lo siento" która została umieszczona na południowoamerykańskim wydaniu Have a Nice Day. Utwór w tej wersji był odtwarzany w stacjach radiowych w krajach Ameryki Łacińskiej.

## Lista utworów
- Salvation (single version)
- See Me
- Crazy About You (C.B.B. version)
- Stars (video)